# Táncdalfesztivál ’67
A Táncdalfesztivál ’67 a Magyar Rádió és Televízió országos könnyűzenei versenye volt, amely második alkalommal került megrendezésre.

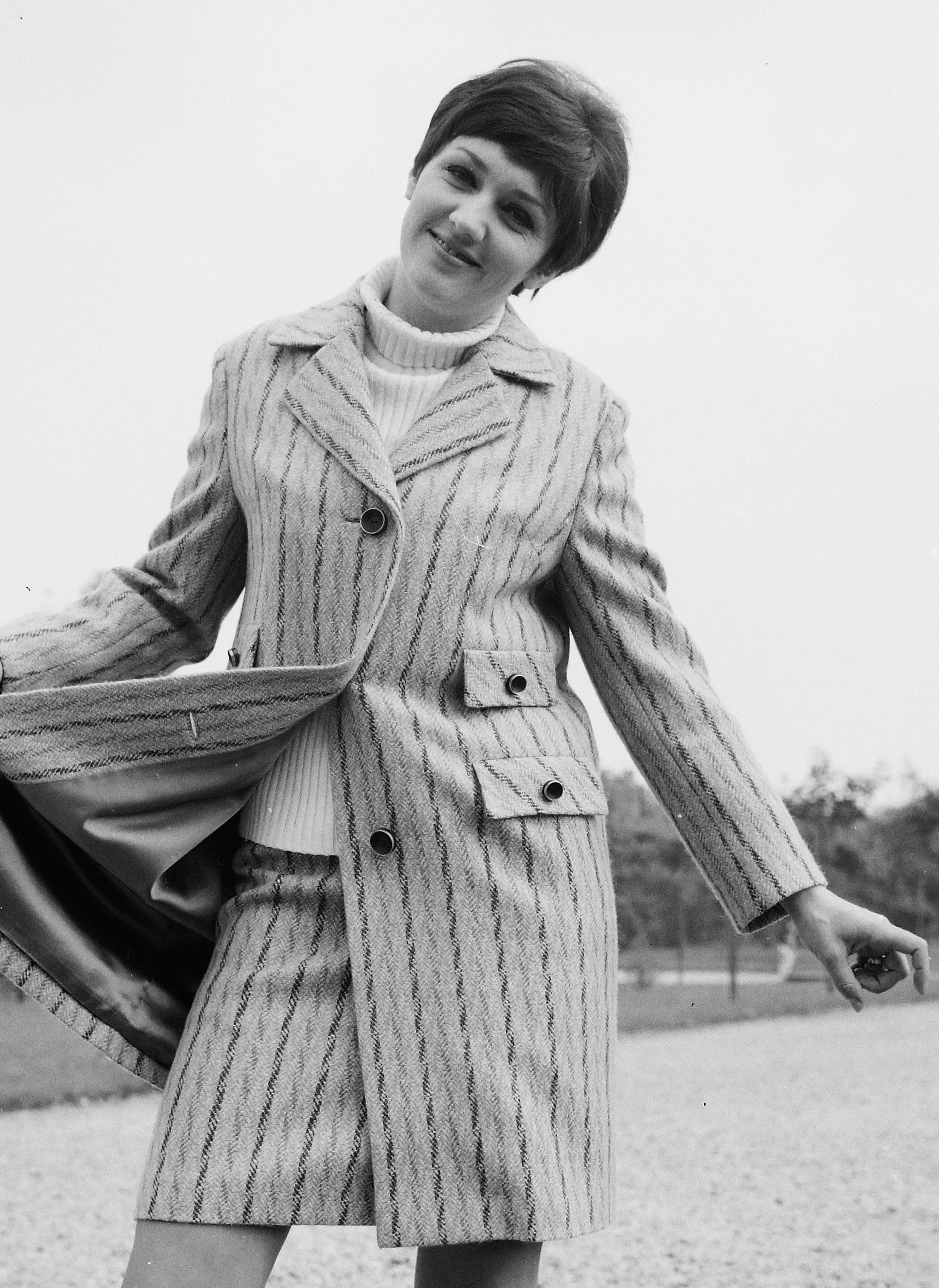
Toldy Mária (Rövid az élet)

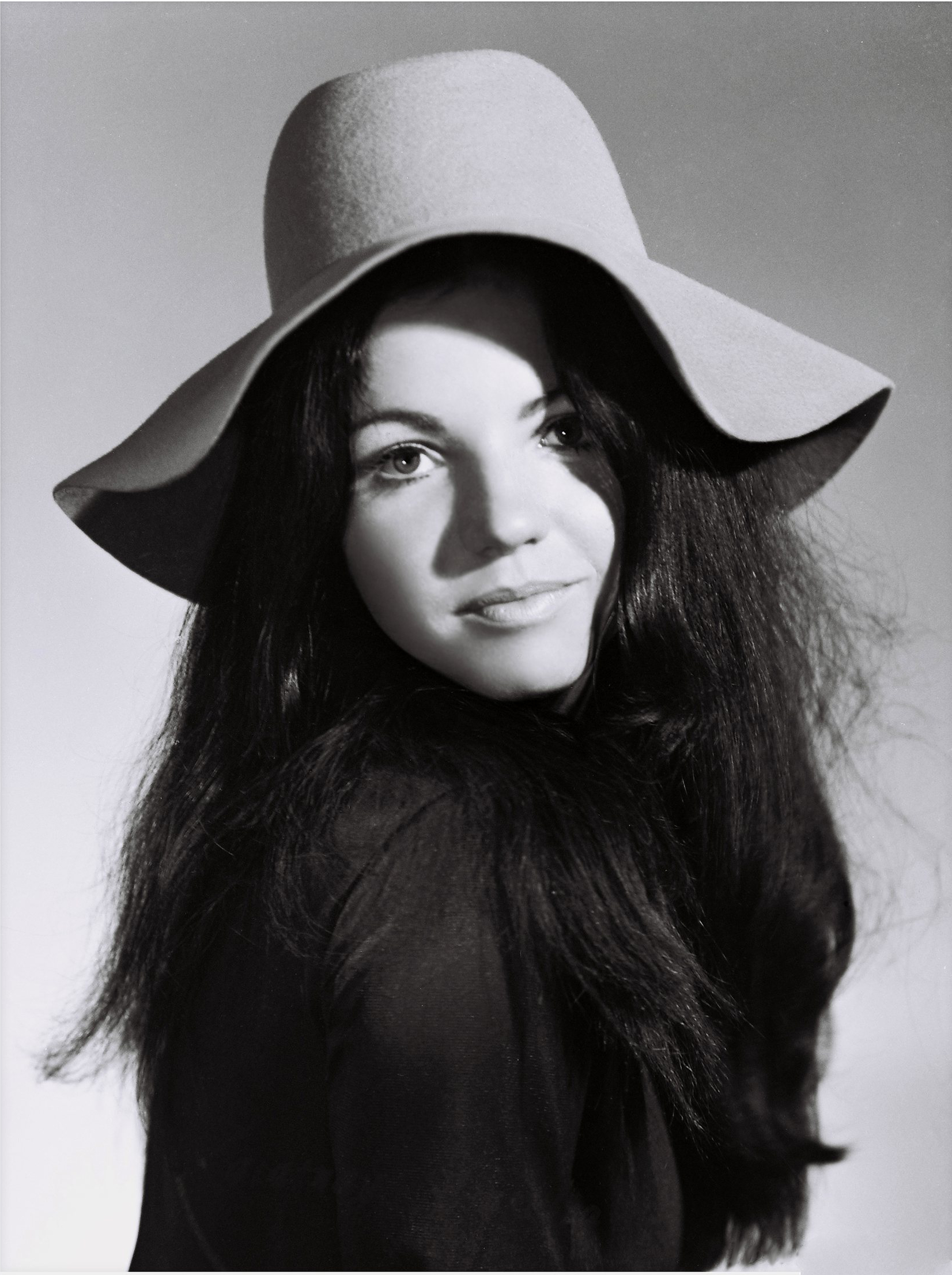
Zalatnay Sarolta (Nem várok holnapig)

## A versenydalok
| Döntőbe jutott |

| Előadó                       | Dal                            | Előadó                     | Dal                          |
| ---------------------------- | ------------------------------ | -------------------------- | ---------------------------- |
| Ambrus Kyri                  | A periférián                   | Máté Péter                 | Tűnj el a környékről         |
| Ambrus Kyri                  | Nappalok és éjszakák           | Mátrai Zsuzsa              | Elhagytál                    |
| Aradszky László              | Annál az első ügyetlen csóknál | Mátrai Zsuzsa              | Hol van az az idő            |
| Aradszky László              | Ma más a világ                 | Megyeri Mari               | Várj mást!                   |
| Atlantis                     | Drága bakter úr                | Metro                      | Végre itt van az óra         |
| Bakacsi Béla                 | Hajnali járókelő               | Mikes Éva                  | Tudod                        |
| Bakacsi Béla                 | Szép, álomszép!                | Monostori Bálint           | Nem adnak semmit ingyen      |
| Balázs Boglárka              | Két arcod van                  | Nagy Gabi                  | Csak nevetek én              |
| Bencze Márta                 | Csend                          | Németh József              | Egy bolond, az sohasem tanul |
| Benkő Péter, Syrius          | Beat-ballada                   | Vaszari Németh József      | Meghalnék, ha nem volnál     |
| Fenyvesi Gabi                | Ádám, hol vagy                 | Pálffy Zsuzsa              | Ma neked                     |
| Harangozó Teri               | Jaj, de morcos vagy            | Pálos Zsuzsa és az Omega   | Nekem férfi kell             |
| Harmónia vokál               | Fogom a kezedet                | Palotás Tibor              | Ne rabold el az időm!        |
| Harsányi Frigyes             | Valahol ebben a percben        | Pápay-Faragó László, Metro | Csak az a baj                |
| Izsmán Nelly                 | Még rólad álmodom én           | Poór Péter                 | Utánam a vízözön             |
| Karda Beáta                  | Csuda jó fej                   | Poór Péter                 | Vagy meg kell téged szokni   |
| Koncz Zsuzsa                 | Kopogj az ajtón                | Sárosi Katalin             | Lassan bandukolva            |
| Koncz Zsuzsa                 | Ünneprontó vagyok              | Sárosi Katalin             | Te vagy a kezdet             |
| Koós János                   | Mint csepp vízben a tenger     | Syrius                     | Tranzisztori                 |
| Koós János                   | Nem adom én                    | Szécsi Pál                 | Csak egy tánc volt           |
| Korda György                 | Aki téged csókolt már          | Szécsi Pál                 | Édes öregem                  |
| Korda György                 | Bocsánat, hogyha kérdem        | Tárkányi Tamara            | Nem futhatsz el              |
| Kósa Júlia                   | Tévedtél                       | Toldy Mária                | Egy marék föld               |
| Kovács József                | Jöjj vissza hozzám             | Toldy Mária                | Rövid az élet                |
| Kovács Kati                  | Majd ha beszél a jég           | Vámosi János               | Halló, halálos szerelmesek   |
| Kovács Kati                  | Tedd boldoggá                  | Vámosi János               | Színes gyertyák              |
| Kozák Péter                  | Itt van a rég várt szerelem!   | Wittek Mária és a Dogs     | Keresek egy fiút             |
| Markos György                | A magány                       | Zalatnay Sarolta           | Kis butám                    |
| Mary Zsuzsi, Jobba Gabriella | Csakis nekem                   | Zalatnay Sarolta           | Nem várok holnapig           |
| Máté Péter                   | Rád tört a féltékenység        | Záray Márta                | Üldöz a múlt                 |

## Döntő
Győztes |       2. helyezett |       3. helyezett
| #   | Előadó           | Dal címe                       | Zene és szöveg                    |
| --- | ---------------- | ------------------------------ | --------------------------------- |
| 1.  | Ambrus Kyri      | Nappalok és éjszakák           | Gyulai Gaál János–Hajnal István   |
| 2.  | Aradszky László  | Annál az első ügyetlen csóknál | Dobos Attila–Szenes Iván          |
| 3.  | Atlantis         | Drága bakter úr                | Neményi Béla–S. Nagy István       |
| 4.  | Fenyvesi Gabi    | Ádám, hol vagy                 | Deák Tamás–Fülöp Kálmán           |
| 5.  | Koncz Zsuzsa     | Kopogj az ajtón                | Lovas Róbert–S. Nagy István       |
| 6.  | Korda György     | Bocsánat, hogyha kérdem        | Aldobolyi Nagy György–Szenes Iván |
| 7.  | Kovács József    | Jöjj vissza hozzám             | Pető István                       |
| 8.  | Mátrai Zsuzsa    | Hol van az az idő              | Tardos Péter–S. Nagy István       |
| 9.  | Metro            | Végre itt van az óra           | Sztevanovity Zorán–S. Nagy István |
| 10. | Poór Péter       | Utánam a vízözön               | Tomsits Rudolf–Halmágyi Sándor    |
| 11. | Sárosi Katalin   | Lassan bandukolva              | Komlódi József–Tölösi Péter       |
| 12. | Syrius           | Tranzisztori                   | Géczy József–Harsányi Béla        |
| 13. | Szécsi Pál       | Csak egy tánc volt             | Vadas Tamás–Varga Kálmán          |
| 14. | Toldy Mária      | Rövid az élet                  | Majláth Júlia–Fülöp Kálmán        |
| 15. | Zalatnay Sarolta | Nem várok holnapig             | Majláth Júlia–Fülöp Kálmán        |

## Díjazottak
| Díj                      | Előadó                                                                    | Dal                                                                       | Zene és szöveg                                                            |
| ------------------------ | ------------------------------------------------------------------------- | ------------------------------------------------------------------------- | ------------------------------------------------------------------------- |
| 1. díj                   | Toldy Mária                                                               | Rövid az élet                                                             | Majláth Júlia–Fülöp Kálmán                                                |
| 1. díj                   | Zalatnay Sarolta                                                          | Nem várok holnapig                                                        | Majláth Júlia–Fülöp Kálmán                                                |
| 2. díj                   | Aradszky László                                                           | Annál az első ügyetlen csóknál                                            | Dobos Attila–Szenes Iván                                                  |
| 2. díj                   | Poór Péter                                                                | Utánam a vízözön                                                          | Tomsits Rudolf–Halmágyi Sándor                                            |
| 2. díj                   | Szécsi Pál                                                                | Csak egy tánc volt                                                        | Vadas Tamás–Varga Kálmán                                                  |
| 3. díj                   | Ambrus Kyri                                                               | Nappalok és éjszakák                                                      | Gyulai Gaál János–Hajnal István                                           |
| 3. díj                   | Fenyvesi Gabi                                                             | Ádám, hol vagy?                                                           | Deák Tamás–Fülöp Kálmán                                                   |
|                          |                                                                           |                                                                           |                                                                           |
| Előadói díjak            | Ambrus Kyri, Aradszky László, Korda György, Toldy Mária, Zalatnay Sarolta | Ambrus Kyri, Aradszky László, Korda György, Toldy Mária, Zalatnay Sarolta | Ambrus Kyri, Aradszky László, Korda György, Toldy Mária, Zalatnay Sarolta |
| Hangszerelői díjak       | Bágya András, Körmendi Vilmos, Presser Gábor                              | Bágya András, Körmendi Vilmos, Presser Gábor                              | Bágya András, Körmendi Vilmos, Presser Gábor                              |
| Különdíjak               |                                                                           |                                                                           |                                                                           |
| Zeneszerzői különdíj     | Gyulai Gaál János                                                         | Gyulai Gaál János                                                         | Gyulai Gaál János                                                         |
| Szövegírói különdíj      | Fülöp Kálmán                                                              | Fülöp Kálmán                                                              | Fülöp Kálmán                                                              |
| Hangszerelési különdíj   | Bágya András                                                              | Bágya András                                                              | Bágya András                                                              |
| Hanglemezgyártó Vállalat | Zorán (elmúlt évi fesztivál legsikeresebb hanglemez énekesének járó díj)  | Zorán (elmúlt évi fesztivál legsikeresebb hanglemez énekesének járó díj)  | Zorán (elmúlt évi fesztivál legsikeresebb hanglemez énekesének járó díj)  |
| KISZ KB különdíja        | Dobos Attila                                                              | Dobos Attila                                                              | Dobos Attila                                                              |
| MRT elnökség nagydíja    | Majláth Júlia zeneszerző                                                  | Majláth Júlia zeneszerző                                                  | Majláth Júlia zeneszerző                                                  |
| Arany Mikrofon-díj       | Zalatnay Sarolta                                                          | Zalatnay Sarolta                                                          | Zalatnay Sarolta                                                          |
| Közönségdíj              | Kovács József                                                             | Kovács József                                                             | Kovács József                                                             |